# Wereldkampioenschappen openwaterzwemmen 2015 - 25 kilometer mannen
De 25 kilometer openwaterzwemmen voor mannen tijdens de wereldkampioenschappen openwaterzwemmen 2015 vond plaats op 1 augustus 2015 in de Kazanka in Kazan.

## Uitslag
| Rang   | Naam                 | Land             | Tijd      |
| ------ | -------------------- | ---------------- | --------- |
| Goud   | Simone Ruffini       | Italië           | 4:53:10.7 |
| Zilver | Alex Meyer           | Verenigde Staten | 4:53:15.1 |
| Brons  | Matteo Furlan        | Italië           | 4:54:38.0 |
| 4      | Axel Reymond         | Frankrijk        | 4:55:55.8 |
| 5      | Erwin Maldonado      | Venezuela        | 4:56:00.4 |
| 6      | Sam Sheppard         | Australië        | 4:56:22.9 |
| 7      | Santiago Enderica    | Ecuador          | 4:56:59.4 |
| 8      | Jevgeni Drattsev     | Rusland          | 4:57:11.9 |
| 9      | Alexander Studzinski | Duitsland        | 4:59:11.9 |
| 10     | David Heron          | Verenigde Staten | 5:00:11.5 |
| 11     | Andreas Waschburger  | Duitsland        | 5:00:19.2 |
| 12     | Yuval Safra          | Israël           | 5:02:52.9 |
| 13     | Vitali Choedjakov    | Kazachstan       | 5:03:16.3 |
| 14     | Evgenij Pop Acev     | Macedonië        | 5:04:43.4 |
| 15     | Matěj Kozubek        | Tsjechië         | 5:05:22.3 |
| 16     | Allan do Carmo       | Brazilië         | 5:06:27.9 |
| 17     | Jarrod Poort         | Australië        | 5:07:44.5 |
| 18     | Diogo Villarinho     | Brazilië         | 5:11:04.2 |
| 19     | Vít Ingeduld         | Tsjechië         | 5:13:11.0 |
| 20     | Dániel Székelyi      | Hongarije        | 5:15:03.4 |
| 21     | Roman Karjakin       | Rusland          | 5:15:53.8 |
| 22     | Ye Qianpeng          | China            | 5:19:01.5 |
| 23     | Nico Manoussakis     | Zuid-Afrika      | 5:20:47.2 |
| 24     | Saleh Mohammad       | Syrië            | 5:31:21.1 |
| 25     | Marc-Antoine Olivier | Frankrijk        | DNF       |
| 25     | Haythem Abdelkhalek  | Tunesië          | DNF       |
| 25     | Shahar Resman        | Israël           | DNF       |
| 25     | Marcel Schouten      | Nederland        | DNF       |
| 25     | Christopher Bryan    | Ierland          | DNF       |
| 25     | Guillermo Bertola    | Argentinië       | DNF       |
| 25     | Zhang Zibin          | China            | DNF       |
| 25     | Gabriel Villagoiz    | Argentinië       | DNF       |